# امپفینگ
امپفینگ (به آلمانی: Ampfing) یک شهر در آلمان است که در بایرن واقع شده‌است.

## نگارخانه

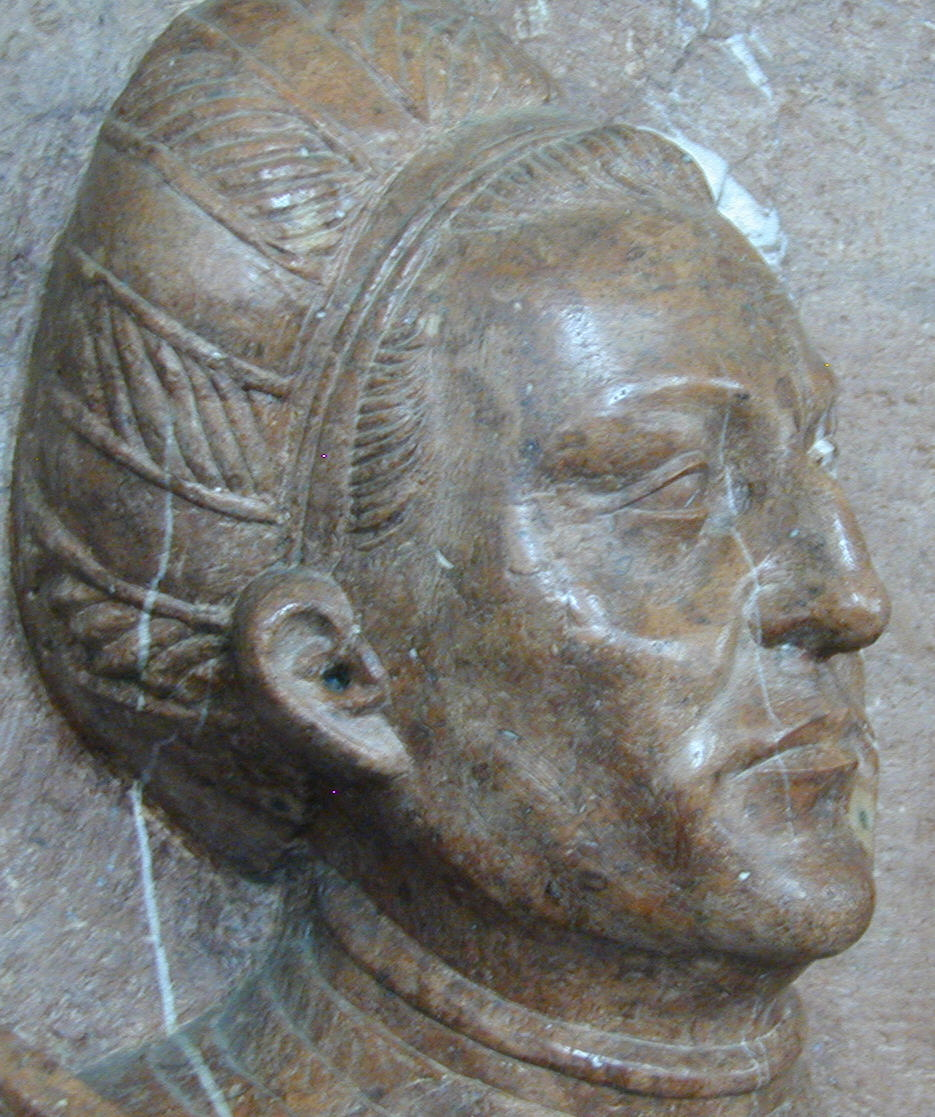
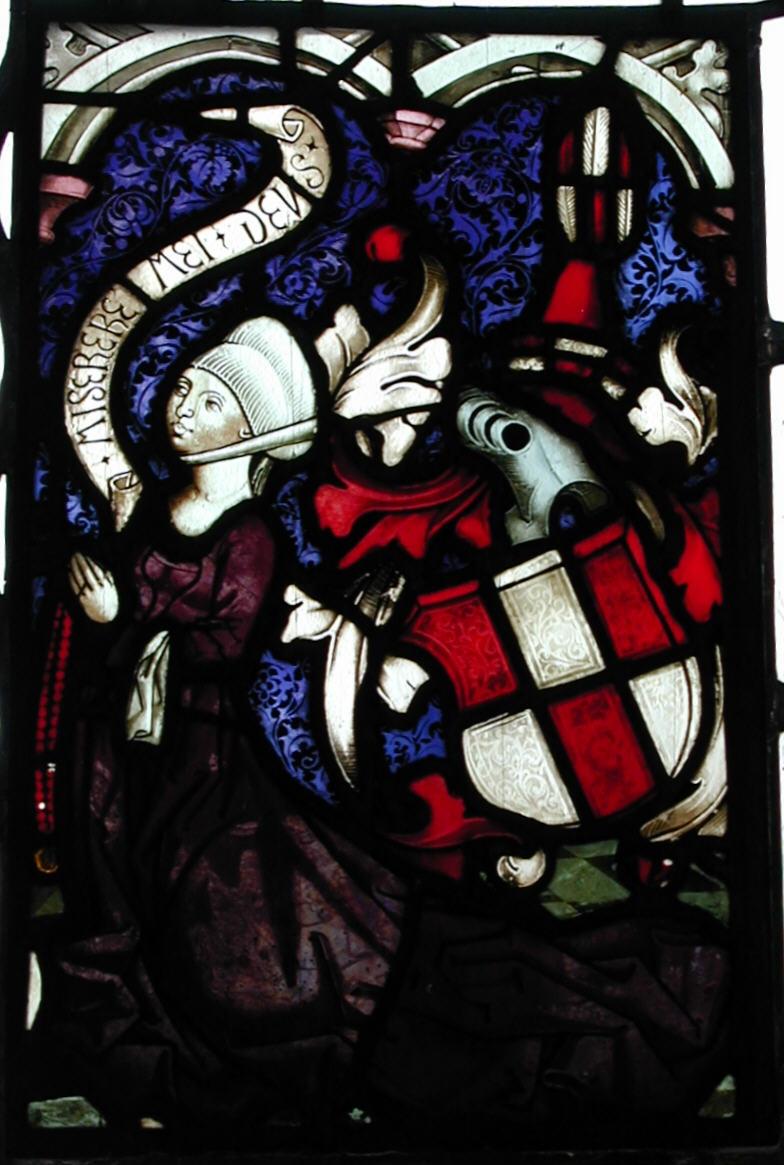

## خصوصیات
امپفینگ ۶٬۱۴۷ نفر جمعیت دارد.